# Olivier Ranson
Pour les articles homonymes, voir Ranson.
Olivier Ranson né le 13 juillet 1959 à Calais, est un journaliste et dessinateur de presse français. 

## Biographie
Il dessine pour le quotidien Le Parisien (titré Aujourd'hui en France en région).
Il est aussi le dessinateur des mensuels Tribune Juive et L'Arche. Son premier album Cendrillele : La première bande dessinée judéo-satirique ! est publié en 1984. Il est également l'illustrateur d'Être juif aujourd'hui de Yaël Hassan. 
Son album Les aventures de Supfermann : La vérité, ma mère ! est sorti en juin 2008.
À l'occasion de la première année de présidence de Nicolas Sarkozy et du 14 juillet, Olivier Ranson propose en 2008 ses 100 meilleurs dessins sur le président parus dans Le Parisien dans Happy birthday Mister President. Il sort ensuite un album Jacques Chirac - les Aventures de l'Ex en octobre 2008, 56 pages de gags en une planche, sur la vie imaginée de Jacques Chirac retraité.

### Le chroniqueur
Olivier Ranson participe durant quelques mois à l'émission On a tout essayé de Laurent Ruquier sur France 2. Il égaie également, jusqu'en juin 2006, les critiques de l'émission On ne peut pas plaire à tout le monde de Marc-Olivier Fogiel, avec ses illustrations grinçantes réalisées en direct sur France 3. Il a ensuite suivi Marc-Olivier Fogiel sur M6 dans l'émission T'empêches tout le monde de dormir.
Le 12 janvier 2015, l'émission Touche pas à mon poste ! fait une émission spéciale pour rendre hommage à Charlie Hebdo. Olivier Ranson est présent et ses dessins sont montrés en direct.